# Wahlkreis Messina (Camera dei deputati)
Der Wahlkreis Messina ist seit 2017 ein Wahlkreis (italienisch collegio elettorale) für die Wahl der Abgeordnetenkammer.

## Von 2017 bis 2020

### Wahlkreisgebiet
Der Wahlkreis umfasste 14 Gemeinden der Metropolitanstadt Messina (Alì, Alì Terme, Fiumedinisi, Furci Siculo, Itala, Mandanici, Messina, Nizza di Sicilia, Pagliara, Roccalumera, Rometta, Saponara, Scaletta Zanclea und Villafranca Tirrena).

### Wahlergebnisse

#### Parlamentswahl 2018
| Kandidaten               | Kandidaten             | Stimmen | %    | Listen                               | Stimmen | %    |
| ------------------------ | ---------------------- | ------- | ---- | ------------------------------------ | ------- | ---- |
|                          | Francesco D’Uvagewählt | 61.081  | 45,3 | Movimento 5 Stelle                   | 61.081  | 45,3 |
|                          | Matilde Siracusano     | 39.736  | 29,5 | Forza Italia                         | 27.066  | 20,1 |
| Lega per Salvini Premier | Matilde Siracusano     | 39.736  | 29,5 | 7.130                                | 5,3     |      |
| Fratelli d’Italia        | Matilde Siracusano     | 39.736  | 29,5 | 4.480                                | 3,3     |      |
| Noi con l’Italia – UDC   | Matilde Siracusano     | 39.736  | 29,5 | 1.060                                | 0,8     |      |
|                          | Pietro Navarra         | 25.474  | 18,9 | Partito Democratico                  | 22.754  | 16,9 |
| +Europa                  | Pietro Navarra         | 25.474  | 18,9 | 1.672                                | 1,2     |      |
| Civica Popolare          | Pietro Navarra         | 25.474  | 18,9 | 657                                  | 0,5     |      |
| Italia Europa Insieme    | Pietro Navarra         | 25.474  | 18,9 | 391                                  | 0,3     |      |
|                          | Gabriele Siracusano    | 4.849   | 3,6  | Liberi e Uguali                      | 4.849   | 3,6  |
|                          | Eleonora Pagano        | 1.092   | 0,8  | Il Popolo della Famiglia             | 1.092   | 0,8  |
|                          | Andrea Abbate          | 930     | 0,7  | Potere al Popolo!                    | 930     | 0,7  |
|                          | Daniele Schinardi      | 738     | 0,5  | CasaPound Italia                     | 738     | 0,5  |
|                          | Amedeo De Francisci    | 385     | 0,3  | Italia agli Italiani (FN – FT)       | 385     | 0,3  |
|                          | Salvatore Vicario      | 345     | 0,3  | Partito Comunista                    | 345     | 0,3  |
|                          | Gaetano Antonazzo      | 113     | 0,1  | Lista del Popolo per la Costituzione | 113     | 0,1  |
| Gesamt                   | Gesamt                 | 134.743 | 100  |                                      | 134.743 | 100  |
|                          |                        |         |      |                                      |         |      |
| Ungültige Stimmen        | Ungültige Stimmen      | 4.715   | 3,4  |                                      |         |      |
| Wähler                   | Wähler                 | 139.458 | 63,6 |                                      |         |      |
| Wahlberechtigte          | Wahlberechtigte        | 219.277 |      |                                      |         |      |
|                          |                        |         |      |                                      |         |      |
| Quelle: Innenministerium |                        |         |      |                                      |         |      |

## Seit 2020

### Wahlkreisgebiet
| Wahlkreise – Camera dei deputati – Autonome Region Sizilien | Wahlkreise – Camera dei deputati – Autonome Region Sizilien | Wahlkreise – Camera dei deputati – Autonome Region Sizilien                                                                                   |
| Provinz                                                     | Provinz                                                     | Gemeinden nach Provinzen ⮞ Wahlkreis |
| ----------------------------------------------------------- | ----------------------------------------------------------- | --- |
|                                                             | Metropolitanstadt Catania (58 Gemeinden)                    | 9 ⮞ Wahlkreis Catania 34 ⮞ Wahlkreis Acireale 15 ⮞ Wahlkreis Ragusa                                                                           |
|                                                             | Metropolitanstadt Messina (108 Gemeinden)                   | 48 ⮞ Wahlkreis Messina 60 ⮞ Wahlkreis Barcellona Pozzo di Gotto                                                                               |
|                                                             | Metropolitanstadt Palermo (82 Gemeinden)                    | 1 + Teil Palermos ⮞ Wahlkreis Palermo – Settecannoli 21 + Teil Palermos ⮞ Wahlkreis Palermo – Resuttana – San Lorenzo 59 ⮞ Wahlkreis Bagheria |
|                                                             | Provinz Agrigent (43 Gemeinden)                             | 36 ⮞ Wahlkreis Agrigent 7 ⮞ Wahlkreis Gela |
|                                                             | Provinz Caltanissetta (22 Gemeinden)                        | 21 ⮞ Wahlkreis Gela 1 ⮞ Wahlkreis Ragusa |
|                                                             | Provinz Enna (20 Gemeinden)                                 | alle ⮞ Wahlkreis Barcellona Pozzo di Gotto |
|                                                             | Provinz Ragusa (12 Gemeinden)                               | alle ⮞ Wahlkreis Ragusa |
|                                                             | Provinz Syrakus (21 Gemeinden)                              | alle ⮞ Wahlkreis Syrakus |
|                                                             | Provinz Trapani (24 Gemeinden)                              | alle ⮞ Wahlkreis Marsala |

Der Wahlkreis umfasst 48 Gemeinden der Metropolitanstadt Messina (Alì, Alì Terme, Antillo, Casalvecchio Siculo, Castelmola, Condrò, Fiumedinisi, Forza d’Agrò, Furci Siculo, Gaggi, Gallodoro, Giardini-Naxos, Graniti, Gualtieri Sicaminò, Itala, Leni, Letojanni, Limina, Lipari, Malfa, Mandanici, Merì, Messina, Milazzo, Monforte San Giorgio, Mongiuffi Melia, Nizza di Sicilia, Pace del Mela, Pagliara, Roccafiorita, Roccalumera, Roccavaldina, Rometta, San Filippo del Mela, San Pier Niceto, Santa Lucia del Mela, Santa Marina Salina, Santa Teresa di Riva, Sant’Alessio Siculo, Saponara, Savoca, Scaletta Zanclea, Spadafora, Taormina, Torregrotta, Valdina, Venetico und Villafranca Tirrena).

### Wahlergebnisse

#### Parlamentswahl 2022
| Kandidaten                          | Kandidaten             | Stimmen | %    | Listen                                                  | Stimmen | %    |
| ----------------------------------- | ---------------------- | ------- | ---- | ------------------------------------------------------- | ------- | ---- |
|                                     | Francesco Gallogewählt | 58.276  | 32,2 | Sud chiama Nord                                         | 58.276  | 32,2 |
|                                     | Matilde Siracusano     | 52.545  | 29,1 | Fratelli d’Italia                                       | 29.053  | 16,1 |
| Forza Italia                        | Matilde Siracusano     | 52.545  | 29,1 | 15.135                                                  | 8,4     |      |
| Lega per Salvini Premier            | Matilde Siracusano     | 52.545  | 29,1 | 7.614                                                   | 4,2     |      |
| Noi Moderati                        | Matilde Siracusano     | 52.545  | 29,1 | 743                                                     | 0,4     |      |
|                                     | Grazia D’Angelo        | 30.033  | 16,6 | Movimento 5 Stelle                                      | 30.033  | 16,6 |
|                                     | Felice Calabrò         | 25.938  | 14,3 | Partito Democratico – Italia Democratica e Progressista | 19.313  | 10,7 |
| Alleanza Verdi e Sinistra           | Felice Calabrò         | 25.938  | 14,3 | 3.026                                                   | 1,7     |      |
| +Europa                             | Felice Calabrò         | 25.938  | 14,3 | 2.520                                                   | 1,4     |      |
| Impegno Civico – Centro Democratico | Felice Calabrò         | 25.938  | 14,3 | 1.079                                                   | 0,6     |      |
|                                     | Letteria Modica        | 6.601   | 3,7  | Azione – Italia Viva                                    | 6.601   | 3,7  |
|                                     | Carlo Spanò            | 3.526   | 2,0  | Italexit per l’Italia                                   | 3.526   | 2,0  |
|                                     | Francesco Mucciardi    | 1.710   | 0,9  | Unione Popolare                                         | 1.710   | 0,9  |
|                                     | Giuseppe Billè         | 1.656   | 0,9  | Italia Sovrana e Popolare                               | 1.656   | 0,9  |
|                                     | Salvatore Modica       | 490     | 0,3  | Vita                                                    | 490     | 0,3  |
| Gesamt                              | Gesamt                 | 180.775 | 100  |                                                         | 180.775 | 100  |
|                                     |                        |         |      |                                                         |         |      |
| Ungültige Stimmen                   | Ungültige Stimmen      | 15.585  | 7,9  |                                                         |         |      |
| Wähler                              | Wähler                 | 196.360 | 61,0 |                                                         |         |      |
| Wahlberechtigte                     | Wahlberechtigte        | 322.004 |      |                                                         |         |      |
|                                     |                        |         |      |                                                         |         |      |
| Quelle: Innenministerium            |                        |         |      |                                                         |         |      |